# OFK Beograd
OFK Beograd (serb.: ОФК Београд) – serbski klub piłkarski ze stolicy kraju, Belgradu, grający obecnie w Super liga Srbije. Nazwa klubu, Omladinski Fudbalski Klub znaczy po polsku Młodzieżowy Klub Piłkarski.
Początki klubu sięgają drugiego dziesięciolecia XX wieku, kiedy to w 1911 roku w Belgradzie założono klub o nazwie BSK Belgrad. W 1945 roku BSK przemianowano na Metalac Belgrad, a w 1950 powrócono do dawnej nazwy BSK. Natomiast od roku 1957 klub nosi obecną nazwę OFK Beograd.
Największe sukcesy w lidze klub odnosił w latach 30., kiedy to był bodaj najlepszą drużyną w tym dziesięcioleciu w Jugosławii – zdobył wówczas pięciokrotnie mistrzostwo kraju w latach 1930, 1933, 1935, 1936 i 1939.
Swoje mecze drużyna OFK rozgrywa na stadionie o nazwie Omladinski stadion, który to może pomieścić około 18 000 widzów.
W 2005 roku został pobity rekord świata związany z zespołem OFK. Otóż klub z Belgradu sprzedał Slobodana Rajkovicia do Chelsea F.C. za sumę 3,5 miliona funtów (około 5,1 miliona euro) i była to najwyższa suma zapłacona za piłkarza poniżej 18. roku życia.

## Sukcesy
- Mistrz Jugosławii: 1930, 1933, 1935, 1936, 1939
- Zdobywca Pucharu Jugosławii: 1953, 1955, 1962, 1966
- Półfinalista Pucharu Zdobywców Pucharów: 1963.

## Europejskie puchary
Legenda do wszystkich tabel:
- Q – runda eliminacyjna, 1/16, 1/8, 1/4, 1/2 – odpowiednia faza rozgrywek, Grupa – runda grupowa, 1r gr – pierwsza runda grupowa, 2r gr – druga runda grupowa, F – finał, R – runda, PO – play-off
- k. – rzuty karne, los. – losowanie, Dogr. – dogrywka, w. – zasada bramek strzelonych na wyjeździe

| Sezon   | Rozgrywki                 | Runda | Przeciwnik         | Dom | Wyjazd | Ogólnie      |
| ------- | ------------------------- | ----- | ------------------ | --- | ------ | ------------ |
| 1962/63 | Puchar Zdobywców Pucharów | Q     | Chemie Halle       | 2–0 | 3–3    | 5–3          |
| 1962/63 | Puchar Zdobywców Pucharów | 1R    | Portadown          | 5–1 | 2–3    | 7–4          |
| 1962/63 | Puchar Zdobywców Pucharów | 1/4   | SSC Napoli         | 2–0 | 1–3    | 3–3, 3–1 (N) |
| 1962/63 | Puchar Zdobywców Pucharów | 1/2   | Tottenham Hotspur  | 1–2 | 1–3    | 2–5          |
| 1963/64 | Puchar Miast Targowych    | 1R    | Juventus F.C.      | 2–1 | 1–2    | 3–3, 0–1 (N) |
| 1964/65 | Puchar Miast Targowych    | 1R    | Athletic Bilbao    | 0–2 | 2–2    | 2–4          |
| 1966/67 | Puchar Zdobywców Pucharów | 1R    | Spartak Moskwa     | 1–3 | 0–3    | 1–6          |
| 1968/69 | Puchar Miast Targowych    | 1R    | Rapid Bukareszt    | 6–1 | 1–3    | 7–4          |
| 1968/69 | Puchar Miast Targowych    | 2R    | Bologna FC         | 1–0 | 1–1    | 2–1          |
| 1968/69 | Puchar Miast Targowych    | 3R    | Goztepe            | 3–1 | 0–2    | 3–3, w.      |
| 1971/72 | Puchar UEFA               | 1R    | Djurgården         | 4–1 | 2–2    | 6–3          |
| 1971/72 | Puchar UEFA               | 2R    | FC Carl Zeiss Jena | 1–1 | 0–4    | 1–5          |
| 1972/73 | Puchar UEFA               | 1R    | Dukla Praga        | 3–1 | 2–2    | 5–3          |
| 1972/73 | Puchar UEFA               | 2R    | Feyenoord          | 2–1 | 3–4    | 5–5, w.      |
| 1972/73 | Puchar UEFA               | 3R    | Beroe Stara Zagora | 0–0 | 3–1    | 3–1          |
| 1972/73 | Puchar UEFA               | 1/4   | FC Twente          | 3–2 | 0–2    | 3–4          |
| 1973/74 | Puchar UEFA               | 1R    | Panathinaikos AO   | 0–1 | 2–1    | 2–2, w.      |
| 1973/74 | Puchar UEFA               | 2R    | Dinamo Tbilisi     | 1–5 | 0–3    | 1–8          |
| 2003    | Puchar Intertoto          | 1R    | Narva Trans        | 6–1 | 5–3    | 11–4         |
| 2003    | Puchar Intertoto          | 2R    | Slovácko           | 3–3 | 0–1    | 3–4          |
| 2004    | Puchar Intertoto          | 2R    | Dinaburg           | 3–1 | 2–0    | 5–1          |
| 2004    | Puchar Intertoto          | 3R    | Tampere United     | 1–0 | 0–0    | 1–0          |
| 2004    | Puchar Intertoto          | 1/2   | Atlético Madryt    | 1–3 | 0–2    | 1–5          |
| 2005/06 | Puchar UEFA               | 2Q    | Łokomotiw Płowdiw  | 2–1 | 0–1    | 2–2, w.      |
| 2006/07 | Puchar UEFA               | 2Q    | AJ Auxerre         | 1–0 | 1–5    | 2–5          |
| 2008    | Puchar Intertoto          | 2R    | Panionios GSS      | 1–0 | 1–3    | 2–3          |
| 2010/11 | Liga Europy               | 2Q    | Torpedo Żodzino    | 2–2 | 1–0    | 3–2          |
| 2010/11 | Liga Europy               | 3Q    | Galatasaray SK     | 1–5 | 2–2    | 3–7          |